# Buenavista (estación)
Buenavista es una de las estaciones que forman parte del Metro de la Ciudad de México, es la terminal poniente de la Línea B. Se ubica en el centro de la Ciudad de México, en la alcaldía Cuauhtémoc.

## Información general

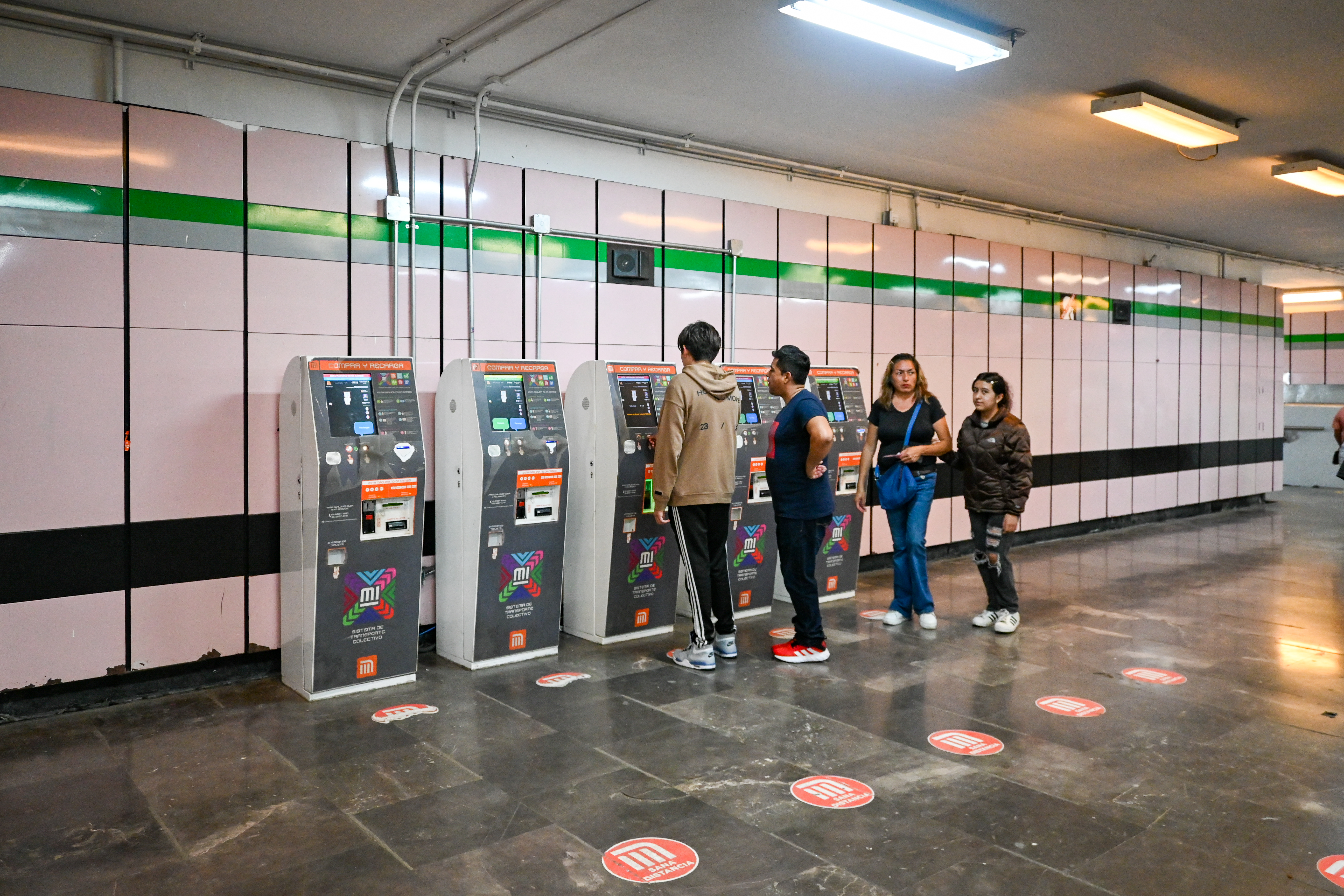
Máquinas de boletos en la estación.

El nombre de la estación se debe a la cercana Estación de Ferrocarriles Buenavista por lo que la imagen de la estación es la parte de enfrente de una locomotora que hace referencia a la terminal que se encuentra en esa zona y que actualmente es la terminal del Tren Suburbano.

### Afluencia
En su correspondencia con la línea B el número total de usuarios para 2014 fue de 6,635,446 usuarios, el número de usuarios promedio para el mismo año fue el siguiente:
| Tipo de día   | Afluencia promedio "Línea B" |
| ------------- | ---------------------------- |
| Día festivo   | 11,506                       |
| Día laboral   | 19,234                       |
| Fin de semana | 16,177                       |
| Anual         | 15,993                       |

La siguiente tabla muestra la afluencia de la estación en los últimos 10 años:
| Afluencia Anual de Pasajeros | Afluencia Anual de Pasajeros | Afluencia Anual de Pasajeros | Afluencia Anual de Pasajeros | Afluencia Anual de Pasajeros | Afluencia Anual de Pasajeros |
| ---------------------------- | ---------------------------- | ---------------------------- | ---------------------------- | ---------------------------- | ---------------------------- |
| Año                          | Afluencia                    | A Diario                     | Ranking                      | Incremento                   | Ref.                         |
| 2023                         | 17,643,068                   | 48,337                       | 7°/195                       | +8.85%                       | [ 3 ]                        |
| 2022                         | 16,208,913                   | 44,407                       | 9°/195                       | +33.80%                      | [ 3 ]                        |
| 2021                         | 12,114,410                   | 33,190                       | 9°/195                       | +4.16%                       | [ 4 ]                        |
| 2020                         | 11,631,128                   | 31,779                       | 13°/195                      | -46.91%                      | [ 5 ]                        |
| 2019                         | 21,907,761                   | 60,021                       | 11°/195                      | -0.52%                       | [ 6 ]                        |
| 2018                         | 22,023,270                   | 60,337                       | 11°/195                      | +1.75%                       | [ 7 ]                        |
| 2017                         | 21,644,709                   | 59,300                       | 11°/195                      | +1.03%                       | [ 8 ]                        |
| 2016                         | 21,423,610                   | 58,534                       | 13°/195                      | -0.39%                       | [ 9 ]                        |
| 2015                         | 21,507,558                   | 58,924                       | 14°/195                      | +3.79%                       | [ 10 ]                       |
| 2014                         | 20,722,413                   | 56,773                       | 13°/195                      | -2.16%                       | [ 11 ]                       |

En 2021, Buenavista se convirtió en la 9° estación más utilizada de la red, al registrar una afluencia de 33,190 pasajeros que utilizaron esta estación a diario.

## Conectividad

### Salidas
- Nororiente: Eje 1 Norte Av. Mosqueta y Av. de los Insurgentes Norte, Colonia Buenavista.
- Suroriente: Eje 1 Norte Av. Mosqueta y Calle Jesús García Corona, Colonia Buenavista.
- Norponiente: Eje 1 Norte Av. Mosqueta y Avenida de los Insurgentes Norte, Colonia Buenavista.
- Surponiente: Eje 1 Norte Av. Mosqueta y Avenida de los Insurgentes Norte, Colonia Buenavista.

### Conexiones
Existen conexiones con las estaciones y paradas de diversos sistemas de transporte:
- Las líneas 1, 3 y 4 del Metrobús.
- La estación cuenta con un CETRAM.
- La estación se localiza junto a la terminal del sistema 1 del Tren Suburbano.

## Sitios de interés
- Biblioteca José Vasconcelos
- Tianguis Cultural del Chopo
- Estación Buenavista del Tren Suburbano
- Plaza Comercial Forum Buenavista
- Edificio de la Alcaldía Cuauhtémoc
- Museo Universitario del Chopo
- Kiosco morisco
- Museo de Geología de la UNAM
- Oficinas centrales del ISSSTE
- Oficinas principales del Partido Revolucionario Institucional (PRI)